# Майкъл Бейкър
Майкъл Алън Бейкър (на английски: Michael Allen Baker) е американски астронавт, участник в четири космически полета.

## Образование
Майкъл Бейкър завършва колежа Lemoore Union High School в Лимур, Калифорния, през 1971 г. През 1975 г. завършва университета в Тексас с бакалавърска степен по аерокосмическо инженерство.

## Военна служба
След дипломирането си в Тексаския университет, Бейкър постъпва на активна военна служба в USN и през 1977 г. завършва школа за мoрски летци в Бийвил, Тексас. През 1978 г. е зачислен в атакуваща ескадрила 56, базирана на самолетоносача USS Midway (CV-41), който по това време се намира в базата Йокосука, Япония. Лети на щурмовак A-7 Corsair II. През 1980 г. е назначен за сигнален офицер на самолетоносача. През 1981 г. завършва школа за тест пилот, а през 1983 г. е назначен за инструктор в същата школа. В кариерата си има повече от 5400 полетни часа и 300 кацания на палубата на самолетоносач.

## Служба в НАСА
На 4 юни 1985 г., Майкъл А. Бейкър е избран за астронавт от НАСА, Астронавтска група №11. През юли 1986 г. завършва успешно курса за подготовка. Първите си назначения получава като офицер отговарящ за комуникациите на космически кораб на мисиите STS-27, STS-29, STS-30, STS-28, STS-34, STS-33, STS-32, STS-36, STS-31, STS-38 и STS-35. След това е назначен за командир на персонала от поддържащите екипажи на мисиите STS-44, STS-42 и STS-45. Участник е в четири космически полета.

### Космически полети
| Космически полети на Майкъл Алън Бейкър                            | Космически полети на Майкъл Алън Бейкър | Космически полети на Майкъл Алън Бейкър | Космически полети на Майкъл Алън Бейкър | Космически полети на Майкъл Алън Бейкър | Космически полети на Майкъл Алън Бейкър | Космически полети на Майкъл Алън Бейкър |
| №                                                                  | Дата                                    | КК                                      | Емблема на мисията                      | Функции                                 | Продължителност                         |                                         |
| ------------------------------------------------------------------ | --------------------------------------- | --------------------------------------- | --------------------------------------- | --------------------------------------- | --------------------------------------- | --------------------------------------- |
| 1                                                                  | 2 август 1991                           | „Атлантис“, мисия STS-43                |                                         | Пилот                                   | 8 денонощия 21 часа 21 мин. 25 сек.     |                                         |
| 2                                                                  | 22 октомври 1992                        | „Колумбия“, мисия STS-52                |                                         | Пилот                                   | 9 денонощия 20 часа 56 мин. 13 сек.     |                                         |
| 3                                                                  | 30 септември 1994                       | „Индевър“, мисия STS-68                 |                                         | Командир                                | 11 денонощия 05 часа 46 мин. 08 сек.    |                                         |
| 4                                                                  | 12 януари 1997                          | „Атлантис“, мисия STS-81                |                                         | Командир                                | 10 денонощия 04 часа 56 мин. 30 сек.    |                                         |
| Сумарно време в космоса – 40 денонощия 04 часа 59 минути и 26 сек. |                                         |                                         |                                         |                                         |                                         |                                         |

### Административна дейност в НАСА
1. От декември 1992 до януари 1994 г. е асистент на Директора на полетните операции;
2. От март до октомври 1995 г. е Директор на операциите на НАСА в Звездното градче, Русия;
3. От октомври 1997 до август 2001 г. е асистент на Директора на космическия център Линдън Джонсън в Хюстън, Тексас;
4. От август 2001 г. е главен мениджър на операциите на МКС и координатор на екипа за международно сътрудничество.

## Награди
- Медал за отлична служба;
- Легион за заслуги;
- Летателен кръст за заслуги;
- Медал за похвална служба (2);
- Медал за похвала;
- Медал за национална отбрана;
- Медал на експедиционните сили (3);
- Медал на НАСА за участие в космически полет (4);
- Медал на НАСА за отлична служба;
- Медал на НАСА за изключителни постижения;
- Медал на НАСА за изключително лидерство.